# Centris clypeata
Centris clypeata är en biart som beskrevs av Amédée Louis Michel Lepeletier 1841. Centris clypeata ingår i släktet Centris och familjen långtungebin. Inga underarter finns listade.